# メリディアン郡区 (ミシガン州インガム郡)
メリディアン郡区（英: Meridian Charter Township）は、アメリカ合衆国ミシガン州ロウアー半島の南部に位置するインガム郡の郡区である。ある程度の自治権を付与されたチャーター郡区の形態を採っている。2010年国勢調査での郡区人口は39,688人だった。メリディアン郡区は、未法人地域かつ国勢調査指定地域（CDP）のオウキモスおよびハスレットを含む1つの地方政体である。ランシング・イーストランシング大都市圏の中では3番目に大きな自治体である。
メリディアン郡区はミシガン州の主たる南北方向に伸びる測量基準線であるミシガン子午線（メリディアン）が、郡区の東側境界線になっていることからその名前がある。全ての郡区がこの線を基準に測量され、大きさが決められた。

## 歴史
メリディアン郡区に最初に開拓者が入ったのは1836年のことだった。1836年11月、オーベッド・マーシャルが現在のハスレットに近い土地180エーカー (0.73 km2) を購入した。最初期の開拓者はパイン湖（現在のランシング湖）沿いに入り、多くの松の木を使ってその丸太小屋を建てた。湖は後にジョン・ハスレットが率いた心霊術集会のキャンプ地になった。19世紀後半、湖は地元で休暇を過ごす場所となり、ランシング市から湖の南岸にあるリゾートまで「都市間トローリー」によって繋がれた。アミューズメントパークが建設され、20世紀の半ばまで大いに人気を博した。ハスレットのビレッジはランシング湖の南側にある。
現在のオウキモスビレッジ（元パイン湖の南）近くに初めて住み着いた開拓者は、1939年に小屋を建てたサンフォード・マーシュとその妻である。その後ジョセフ・キルボーンが続き、さらに義兄弟のフリーマン・ブレイにその土地が引き継がれた。
ブレイはその土地の南東隅で区画割りを行い、中西部の荒野に入って来る新参者にその区画を販売した。この村は当初ハミルトンと呼ばれていた。1840年春に設立された郵便局は、初期開拓者のマーシュにちなんで「サンフォード」と呼ばれ、ジョセフ・H・キルボーンが初代郵便局長になった。
地元のインディアン酋長ジョン・オウキモスは、地域でも知られた存在だった。村はその主要な宿営地の1つであり、オウキモスはこの村と、現在のポートランドに近い宿営地との間を度々往復した。1857年、ミシガン州議会がこの老年の酋長に敬意を表し、村の名前を正式にオウキモスと改定した。
メリディアン郡区は豊富な歴史があり、特に一人の住人ジョセフ・キルボーンは、州都をデトロイトからランシング（当時はランシング郡区）に移転させるという1847年の判断に主要な役割を果たした。地元の組織である歴史的メリディアン友愛会は、土地の歴史的情報の保管庫を持っており、メリディアン歴史村では歴史的建造物を維持している。

## 地理
アメリカ合衆国国勢調査局に拠れば、郡区の全面積は31.5平方マイル (82 km2)であり、このうち陸地30.5平方マイル (79 km2)、水域は1.1平方マイル (2.8 km2)で水域率は3.4%である。

## 人口動態
以下は2000年の国勢調査による人口統計データである。
| 基礎データ - 人口: 39,116 人 - 世帯数: 16,414 世帯 - 家族数: 9,782 家族 - 人口密度: 487.0人/km2（1,261.2 人/mi2） - 住居数: 17,120 軒 - 住居密度: 213.2軒/km2（552.0 軒/mi2） 人種別人口構成 - 白人: 86.36% - アフリカン・アメリカン: 4.05% - ネイティブ・アメリカン: 0.32% - アジア人: 6.51% - 太平洋諸島系: 0.05% - その他の人種: 0.69% - 混血: 2.01% - ヒスパニック・ラテン系: 2.53% | 年齢別人口構成 - 18歳未満: 23.7% - 18-24歳: 13.4% - 25-44歳: 27.5% - 45-64歳: 25.4% - 65歳以上: 10.0% - 年齢の中央値: 35歳 - 性比（女性100人あたり男性の人口） - 総人口: 91.5 - 18歳以上: 87.6 世帯と家族（対世帯数） - 18歳未満の子供がいる: 30.2% - 結婚・同居している夫婦: 48.9% - 未婚・離婚・死別女性が世帯主: 8.2% - 非家族世帯: 40.4% - 単身世帯: 29.1% - 65歳以上の老人1人暮らし: 6.8% - 平均構成人数 - 世帯: 2.36人 - 家族: 2.99人 | 収入と家計 - 収入の中央値 - 世帯: 55,203米ドル - 家族: 80,114米ドル - 性別 - 男性: 55,705米ドル - 女性: 39,306米ドル - 人口1人あたり収入: 32,190米ドル - 貧困線以下 - 対人口: 9.4% - 対家族数: 4.3% - 18歳未満: 6.9% - 65歳以上: 3.8% |